# Famille d'Annebault
La famille d'Annebault est une famille noble normande.

## Histoire de la famille
La famille d'Annebault, principalement possessionnée dans la vallée de la Risle, près de Pont-Audemer, descend de petits seigneurs établis en pays d'Auge depuis le XIIe siècle, et peut-être d'un compagnon de Guillaume le Conquérant, le sire d'Onebac. Elle étend son influence aux environs de Vernon (il s'agit de Notre-Dame-de-l'Isle) par succession des Jeucourt (1485) puis en pays de Caux par succession des Blosset (1507).

## Membres notables de la famille
- Claude d'Annebault (vers 1495-1552), seigneur d'Heubécourt, d'Appeville puis baron d'Annebault (1549). Capitaine et bailli d'Évreux (1532), lieutenant général de Normandie, maréchal de France (1538-1547), amiral de France (1544), premier gentilhomme de la chambre du roi (1544-1547).

- Jacques d'Annebault (vers 1500-1558), cardinal (1544), abbé du Mont-Saint-Michel (1539-1558) et du Bec-Helluin, évêque de Lisieux (1539-1558)

### Sources
- Xavier Pagazani, La Demeure noble en Haute-Normandie 1450-1600, Rennes / Tours, PUR / PUFR, coll. « Renaissance », 2014, 360 p. (ISBN 978-2-86906-309-9 et 978-2-7535-3259-5, ISSN 2107-2566).
- François Nawrocki, L'amiral Claude d’Annebault (ca.1495-1552) : faveur du roi et gouvernement du royaume au milieu du XVIe siècle, École des chartes, 2002, lire en ligne.